# Route départementale 190 (Yvelines)
Pour les articles homonymes, voir Route départementale 190.
La route départementale 190 ou D190, est un des axes est-ouest importants du département des Yvelines tant au plan de la circulation routière locale qu'au plan de la circulation régionale.

## Trafic
Elle constitue, sur la rive droite de la Seine, un axe parallèle à celui de la route départementale 113 sur la rive gauche. C'est une route à deux voies (sauf un court tronçon à quatre voies à la traversée de Carrières-sous-Poissy) qui traverse une zone urbanisée en continu quasiment de bout en bout (si l'on excepte la traversée de la forêt de Saint-Germain-en-Laye et celle de la plaine agricole située entre Carrières-sous-Poissy et Triel). De ce fait la vitesse y est limitée le plus souvent à 50 km/h.
C'est une route encombrée par le trafic local et surtout par le trafic de transit, notamment de poids-lourds. Elle reçoit en effet à Meulan le flux de trafic échangé entre les pôles urbains de Mantes et de Cergy-Pontoise. Selon les estimations faites en 2004 par l'ancienne Délégation interministérielle à l'aménagement du territoire et à l'attractivité régionale (DATAR), le trafic devait atteindre, « dans un avenir proche (après 2004) », de 30 000 à 40 000 véhicules par jour. Il est prévu qu'elle soit délestée dans l'avenir, mais à un horizon encore indéterminé, par le projet de rocade autoroutière C3/F13 qui est destiné à faciliter les échanges entre ces deux pôles et plus généralement entre l'A13 et l'A15.
Un radar automatique est installé à la traversée de Juziers dans une zone très accidentogène.

## Histoire
La partie de la route traversant la forêt entre Saint-Germain-en-Laye et Poissy a été créée par Blanche de Castille (la mère de Louis IX) entre 1230 et 1238.
Le tronçon initial de la route, qui porte le nom d'« avenue du Maréchal-de-Lattre-de-Tassigny », en forte montée entre le niveau de la Seine au pont du Pecq et celui de la terrasse de Saint-Germain, a été ouvert en 1835, au moment de la reconstruction du pont en pierre. Elle portait alors le nom de « route des Grottes ».
Cette route au profil relativement plat constituait au temps de la traction hippomobile l'itinéraire normal entre Paris et la Normandie, en concurrence avec la route nationale 14 qui relie Paris à Pontoise et à Rouen directement par le plateau du Vexin. Elle débouchait alors au vieux pont de Limay jusqu'à ce que celui-ci soit supplanté par le pont neuf construit par Perronnet.
Elle constituait, avant son déclassement en route départementale, la route nationale 190. Elle a porté cependant le nom de route nationale 13 jusqu'en 1951, date à laquelle on a procédé à un échange de numéros entre les deux routes nationales, l'actuelle nationale 13, dont la tracé évite la plupart des villages situés entre Saint-Germain et Mantes, prenant de l'importance avec le développement de la circulation automobile.

## Itinéraire
Dans le sens est-ouest, les communes traversées sont :
- Le Pecq : la route D190 commence sur la rive droite de la Seine au pont du Pecq (pont Georges Pompidou) au carrefour avec la route départementale 186 (Chatou - Le Port-Marly) et la route départementale 159 (Le Mesnil-le-Roi - Le Pecq) et se dirige vers le centre de Saint-Germain-en-Laye par une rampe marquée, l’avenue du Maréchal-de-Lattre-de-Tassigny qui sert de limite aux deux communes ;
- Saint-Germain-en-Laye :
  - traversée du centre de la ville :
    - dans le sens est-ouest, à partir de la place Royale, par l’avenue Gambetta puis, à gauche, la rue Thiers à sens unique, la place André Malraux où se trouve l'une des entrées de la gare de Saint-Germain-en-Laye, la place Charles-de-Gaulle devant le château de Saint-Germain-en-Laye (aujourd'hui musée d'Archéologie nationale), la place de l'Abbé-Pierre-de-Porcaro à contourner entièrement et où se trouvent le deuxième accès à la gare RER et la gare routière, la rue de Pontoise à gauche, et enfin, à droite, la rue de la République jusqu'à la place Jehan-Alain qui marque le début de l'avenue du Maréchal-Foch,
    - dans le sens ouest-est, en arrivant par l’avenue du Maréchal-Foch et la place Jehan-Alain, par la rue de Poissy, la rue de Paris (qui constitue avec la rue de Pologne la principale artère commerçante de la ville) et la rue du Maréchal-Lyautey qui rejoint la place Royale,

  - sortie de la ville par l’avenue du Maréchal-Foch et entrée dans la forêt de Saint-Germain-en-Laye, franchissement de l'autoroute A14 construite à cet endroit en tranchée couverte,
  - croisement avec la route nationale 184 (liaison RN13 - Saint-Germain-en-Laye - A 16 - Nerville-la-Forêt) ;
- Poissy :
  - entrée dans la ville par l’avenue du Général-Eisenhower et franchissement par un passage supérieur de la ligne de la grande ceinture de Paris,
  - traversée de la ville par l'avenue de Versailles et le boulevard Gambetta interrompu, à proximité de la gare de Poissy, par un giratoire où se termine la route départementale 308 (Houilles - Poissy) jumelée avec la route départementale 30 (Achères - Plaisir) qui emprunte le tracé de la D190 pendant environ 200 m avant de s'en désolidariser,
  - franchissement par un passage inférieur de la ligne de Paris-Saint-Lazare au Havre,

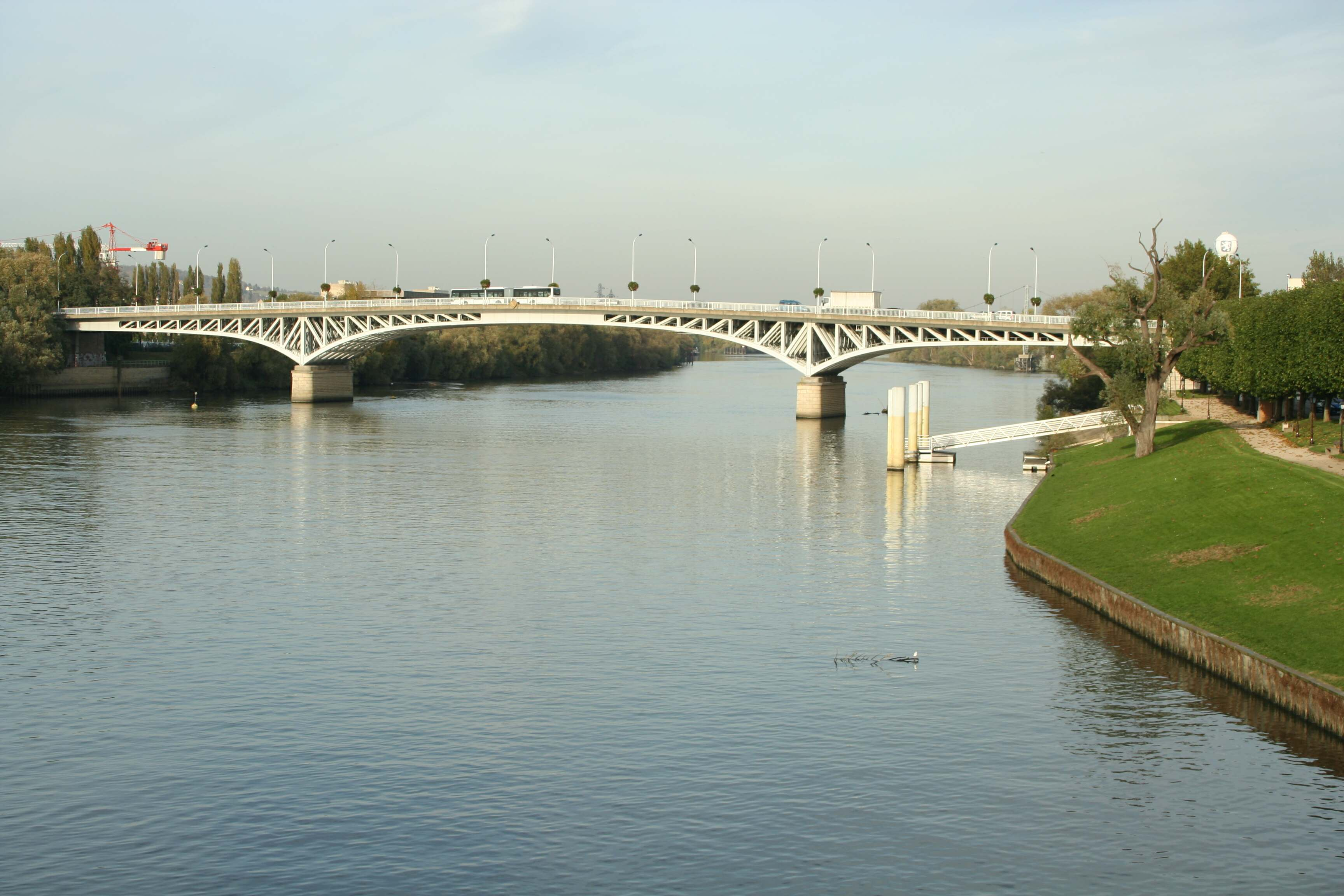
Le pont de Poissy emprunté par la RD 190.

- - traversée de la Seine par le pont de Poissy. La route suit désormais la rive droite du fleuve ;
- Carrières-sous-Poissy, croisement avec la route départementale 55 qui débouche à droite du pont ;
- Triel-sur-Seine, croisement avec la route départementale 1 qui donne accès à la rive gauche par un viaduc récemment construit, puis traversée du centre-ville où se trouve le début de la route départementale 2 qui emprunte l'ancien pont de Triel vers Vernouillet ;
- Vaux-sur-Seine où débute la route départementale 17 qui conduit vers Menucourt (Val-d'Oise) ;
- Meulan-en-Yvelines : traversée du centre-ville et croisement avec la route départementale 14 (Meulan - Aubergenville) ;
- Hardricourt : croisement avec la route départementale 913 qui conduit vers Fontenay-Saint-Père par la vallée de la Montcient ;
- Mézy-sur-Seine ;
- Juziers : radar automatique (sens est-ouest), franchissement par un passage inférieur de la ligne de Paris-Saint-Lazare à Mantes-Station par Conflans-Sainte-Honorine ;
- Gargenville : traversée du centre-ville et croisement avec la route départementale 130 qui donne accès à l'échangeur no 10 de l'A13 à Épône ;
- Issou ;
- Guitrancourt ;
- Limay :
  - début de la route départementale 145 qui traverse la zone industrielle de Limay-Porcheville et sert de limite communale sous le nom d’avenue du Val,
  - croisement (rond-point) avec la route départementale 983 qui forme la rocade est de l'agglomération de Mantes-la-Jolie et conduit vers le sud à l'échangeur no 11 de l'A13 à Mantes-la-Ville et vers le nord à Magny-en-Vexin,
  - traversée du centre-ville par l'avenue de la Paix jusqu'au croisement avec la rue Nationale (D983a). Cette dernière conduit à Mantes-la-Jolie par le pont Neuf de Mantes.